# Ectopatria horologa
Ectopatria horologa là một loài bướm đêm thuộc họ Noctuidae. Nó được tìm thấy ở Lãnh thổ Thủ đô Úc, New South Wales, Queensland, Nam Úc, Tasmania, Victoria và Tây Úc.
Ấu trùng được ghi nhận ăn Rhagodia parabolica.